# Enrique Bologna
Enrique Alberto Bologna (Claypole, Provincia de Buenos Aires, Argentina; 13 de febrero de 1982) es un futbolista argentino. Juega como arquero y su equipo actual es Defensa y Justicia de la Liga Profesional.

## Trayectoria
Su primer partido oficial fue el 24 de febrero de 2007, en el empate de Banfield 1-1 como visitante ante Rosario Central. Para el 2008 fue cedido a Alianza Lima de Perú, donde disputó los 26 partidos que conformaron el Apertura 2008 y convirtió cuatro goles de penal.

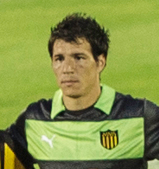
Bologna en su paso por Peñarol.

En la segunda mitad de 2008 regresó a Banfield e integró el plantel que se consagró campeón en el Torneo Apertura 2009. Tras la partida de Cristian Lucchetti a Boca Juniors en la temporada 2010-11, Bologna empezó a ser titular del Taladro. Sin embargo, el retorno de Lucchetti a Banfield hizo que Bologna decida emigrar a Unión de Santa Fe, donde fue dado a préstamo.
Tras finalizar su período en el Tatengue, donde fue destacado por el diario "Santo Tomé al día" de Argentina por su buen rendimiento, fue cedido a Peñarol de Uruguay, donde debutó frente a Fénix perdiendo 4-3 con culpa en algunos de los goles, pero en el transcurso del torneo logró afianzarse, habiendo jugado en once partidos del Torneo Apertura, y 14 del Torneo Clausura. Salió campeón uruguayo siendo pieza fundamental en la obtención del torneo, además jugó dos clásicos contra el tradicional rival Nacional ganando en ambas ocasiones. En 2013 retornó a Banfield tras su cesión.
A principios de 2016 tras finalizar su contrato con Banfield, pasó a Gimnasia y Esgrima La Plata. Durante los seis meses en lo que estuvo en el club platense, disputó 15 encuentros.
Para el segundo semestre del 2016, River Plate lo contrató para pelearle el puesto a Augusto Batalla. Hizo su debut en el millonario el 18 de diciembre de 2016, frente a Olimpo de Bahía Blanca, siendo su equipo ganador del cotejo por 2-1. Fue Titular el 9 de diciembre de 2017 en la final de la Copa Argentina ante Atlético Tucumán y el resultado fue 2-1 a favor de River. El 28 de septiembre de 2019 vuelve  a atajar luego casi de dos años contra Gimnasia, en ese momento dirigido por Diego Armando Maradona. Demostró sus ganas de jugar y fue figura en el encuentro que terminó 2-0 para el Millonario. Ya luego de la pandemia en el 2020 el equipo titular se encontraba disputando la Copa Libertadores, el Beto sería elegido para defender el arco en el torneo local ganándole la pulseada a German Lux  y disputaría cuatro de los seis partidos de la fase de grupos siendo figura en tres de ellos y hasta se daría el gusto de atajar un penal en la fecha 3 vs Godoy Cruz en el ámbito local.
El Beto es un arquero muy querido por la gente ya que confeso en una nota con La Página Millonaria que tuvo varias ofertas para irse del club pero por el cariño que tiene de los hinchas se quedó, logrando, las pocas veces que le tocó atajar, hacerlo de gran manera. La gente de River lo empezó a llamar en los comentarios de su cuenta de Instagram :"El Beto de la gente".

## Clubes
- Actualizado al 17 de agosto de 2025

| Club                         | Div.                | Temporada           | Liga | Liga | Liga | Liga | Copa Nacional | Copa Nacional | Copa Nacional | Copa Nacional | Copa Internacional | Copa Internacional | Copa Internacional | Copa Internacional | Total | Total | Total | Total |
| Club                         | Div.                | Temporada           | PJ   | GR   | GC   | VI   | PJ            | GR            | GC            | VI            | PJ                 | GR                 | GC                 | VI                 | PJ    | GR    | GC    | VI    |
| ---------------------------- | ------------------- | ------------------- | ---- | ---- | ---- | ---- | ------------- | ------------- | ------------- | ------------- | ------------------ | ------------------ | ------------------ | ------------------ | ----- | ----- | ----- | ----- |
| Banfield Argentina           | 1.ª                 | 2002/03             | 0    | 0    | 0    | 0    | -             | -             | -             | -             | -                  | -                  | -                  | -                  | 0     | 0     | 0     | 0     |
| Banfield Argentina           | 1.ª                 | 2003/04             | 0    | 0    | 0    | 0    | -             | -             | -             | -             | -                  | -                  | -                  | -                  | 0     | 0     | 0     | 0     |
| Banfield Argentina           | 1.ª                 | 2004/05             | 0    | 0    | 0    | 0    | -             | -             | -             | -             | 0                  | 0                  | 0                  | 0                  | 0     | 0     | 0     | 0     |
| Banfield Argentina           | 1.ª                 | 2005/06             | 0    | 0    | 0    | 0    | -             | -             | -             | -             | 0                  | 0                  | 0                  | 0                  | 0     | 0     | 0     | 0     |
| Banfield Argentina           | 1.ª                 | 2006/07             | 1    | -1   | 0    | 0    | -             | -             | -             | -             | 0                  | 0                  | 0                  | 0                  | 1     | -1    | 0     | 0     |
| Banfield Argentina           | 1.ª                 | 2007/08             | 0    | 0    | 0    | 0    | -             | -             | -             | -             | -                  | -                  | -                  | -                  | 0     | 0     | 0     | 0     |
| Banfield Argentina           | 1.ª                 | 2008/09             | 4    | -4   | 0    | 1    | -             | -             | -             | -             | -                  | -                  | -                  | -                  | 4     | -4    | 0     | 1     |
| Banfield Argentina           | 1.ª                 | 2009/10             | 7    | -4   | 0    | 5    | -             | -             | -             | -             | 0                  | 0                  | 0                  | 0                  | 7     | -4    | 0     | 5     |
| Banfield Argentina           | 1.ª                 | 2010/11             | 38   | -43  | 1    | 11   | -             | -             | -             | -             | 4                  | -4                 | 0                  | 2                  | 42    | -47   | 1     | 13    |
| Banfield Argentina           | 2.ª                 | 2013/14             | 30   | -29  | 0    | 13   | 0             | 0             | 0             | 0             | -                  | -                  | -                  | -                  | 30    | -29   | 0     | 13    |
| Banfield Argentina           | 1.ª                 | 2014                | 0    | 0    | 0    | 0    | -             | -             | -             | -             | -                  | -                  | -                  | -                  | 0     | 0     | 0     | 0     |
| Banfield Argentina           | 1.ª                 | 2015                | 28   | -24  | 0    | 10   | 1             | -3            | 0             | 0             | -                  | -                  | -                  | -                  | 29    | -27   | 0     | 10    |
| Banfield Argentina           | 1.ª                 | 2022                | 7    | -7   | 0    | 3    | 13            | -14           | 0             | 5             | 6                  | -6                 | 0                  | 1                  | 26    | -27   | 0     | 9     |
| Banfield Argentina           | Total               | Total               | 115  | -112 | 1    | 43   | 14            | -17           | 0             | 5             | 10                 | -10                | 0                  | 3                  | 139   | -139  | 1     | 51    |
| Alianza Lima · Perú          | 1.ª                 | 2008                | 26   | -32  | 4    | 8    | -             | -             | -             | -             | -                  | -                  | -                  | -                  | 26    | -32   | 4     | 8     |
| Alianza Lima · Perú          | Total               | Total               | 26   | -32  | 4    | 8    | -             | -             | -             | -             | -                  | -                  | -                  | -                  | 26    | -32   | 4     | 8     |
| Unión Argentina              | 1.ª                 | 2011/12             | 34   | -35  | 2    | 15   | 0             | 0             | 0             | 0             | -                  | -                  | -                  | -                  | 34    | -35   | 2     | 15    |
| Unión Argentina              | Total               | Total               | 34   | -35  | 2    | 15   | 0             | 0             | 0             | 0             | -                  | -                  | -                  | -                  | 34    | -35   | 2     | 15    |
| Peñarol · Uruguay            | 1.ª                 | 2012/13             | 26   | -18  | 0    | 13   | -             | -             | -             | -             | 6                  | -7                 | 0                  | 2                  | 32    | -25   | 0     | 15    |
| Peñarol · Uruguay            | Total               | Total               | 26   | -18  | 0    | 13   | -             | -             | -             | -             | 6                  | -7                 | 0                  | 2                  | 32    | -25   | 0     | 15    |
| Gimnasia (LP) Argentina      | 1.ª                 | 2016                | 15   | -19  | 0    | 6    | -             | -             | -             | -             | -                  | -                  | -                  | -                  | 15    | -19   | 0     | 6     |
| Gimnasia (LP) Argentina      | Total               | Total               | 15   | -19  | 0    | 6    | -             | -             | -             | -             | -                  | -                  | -                  | -                  | 15    | -19   | 0     | 6     |
| River Plate Argentina        | 1.ª                 | 2016/17             | 1    | -1   | 0    | 0    | 0             | 0             | 0             | 0             | 0                  | 0                  | 0                  | 0                  | 1     | -1    | 0     | 0     |
| River Plate Argentina        | 1.ª                 | 2017/18             | 4    | -6   | 0    | 1    | 1             | -1            | 0             | 0             | 0                  | 0                  | 0                  | 0                  | 5     | -7    | 0     | 1     |
| River Plate Argentina        | 1.ª                 | 2018/19             | 0    | 0    | 0    | 0    | 0             | 0             | 0             | 0             | 0                  | 0                  | 0                  | 0                  | 0     | 0     | 0     | 0     |
| River Plate Argentina        | 1.ª                 | 2019/20             | 2    | -3   | 0    | 1    | 0             | 0             | 0             | 0             | 1                  | -2                 | 0                  | 0                  | 3     | -5    | 0     | 1     |
| River Plate Argentina        | 1.ª                 | 2020                | -    | -    | -    | -    | 5             | -2            | 0             | 3             | 0                  | 0                  | 0                  | 0                  | 5     | -2    | 0     | 3     |
| River Plate Argentina        | 1.ª                 | 2021                | 4    | -3   | 0    | 1    | 0             | 0             | 0             | 0             | 0                  | 0                  | 0                  | 0                  | 4     | -3    | 0     | 1     |
| River Plate Argentina        | Total               | Total               | 11   | -13  | 0    | 3    | 6             | -3            | 0             | 3             | 1                  | -2                 | 0                  | 0                  | 18    | -18   | 0     | 6     |
| Defensa y Justicia Argentina | 1.ª                 | 2023                | 6    | -7   | 0    | 2    | 13            | -6            | 0             | 7             | 6                  | -6                 | 0                  | 2                  | 25    | -19   | 0     | 11    |
| Defensa y Justicia Argentina | 1.ª                 | 2024                | 17   | -16  | 0    | 7    | 1             | -2            | 0             | 0             | -                  | -                  | -                  | -                  | 18    | -18   | 0     | 7     |
| Defensa y Justicia Argentina | 1.ª                 | 2025                | 21   | -25  | 0    | 8    | 2             | -3            | 0             | 0             | 6                  | -7                 | 0                  | 2                  | 29    | -35   | 0     | 10    |
| Defensa y Justicia Argentina | Total               | Total               | 44   | -48  | 0    | 17   | 16            | -11           | 0             | 7             | 12                 | -13                | 0                  | 4                  | 72    | -72   | 0     | 28    |
| Total en su carrera          | Total en su carrera | Total en su carrera | 272  | -278 | 7    | 105  | 36            | -31           | 0             | 15            | 28                 | -31                | 0                  | 9                  | 336   | -340  | 7     | 129   |

## Palmarés

### Campeonatos nacionales
| Título              | Club        | Sede      | Año  |
| ------------------- | ----------- | --------- | ---- |
| Torneo Apertura     | Banfield    | Argentina | 2009 |
| Torneo Apertura     | Peñarol     | Uruguay   | 2012 |
| Campeonato Uruguayo | Peñarol     | Uruguay   | 2013 |
| Primera B Nacional  | Banfield    | Argentina | 2014 |
| Copa Argentina      | River Plate | Argentina | 2016 |
| Copa Argentina      | River Plate | Argentina | 2017 |
| Supercopa Argentina | River Plate | Argentina | 2017 |
| Copa Argentina      | River Plate | Argentina | 2019 |
| Supercopa Argentina | River Plate | Argentina | 2021 |
| Liga Profesional    | River Plate | Argentina | 2021 |
| Trofeo de Campeones | River Plate | Argentina | 2021 |

### Campeonatos internacionales
| Título              | Club        | Sede         | Año  |
| ------------------- | ----------- | ------------ | ---- |
| Recopa Sudamericana | River Plate | Buenos Aires | 2016 |
| Copa Libertadores   | River Plate | Madrid       | 2018 |
| Recopa Sudamericana | River Plate | Buenos Aires | 2019 |